# Майлс (Айова)
Майлс (англ. Miles) — місто (англ. city) в США, в окрузі Джексон штату Айова. Населення — 408 осіб (2020).

## Географія
Майлс розташований за координатами 42°2′56″ пн. ш. 90°18′56″ зх. д. / 42.04889° пн. ш. 90.31556° зх. д. (42.048781, -90.315577).  За даними Бюро перепису населення США в 2010 році місто мало площу 2,97 км², уся площа — суходіл.

## Демографія
Згідно з переписом 2010 року, у місті мешкало 445 осіб у 184 домогосподарствах у складі 122 родин. Густота населення становила 150 осіб/км².  Було 195 помешкань (66/км²).
Расовий склад населення:
| - 97,5 % — білих - 0,4 % — корінних американців - 0,4 % — чорних або афроамериканців |

До двох чи більше рас належало 1,6 %. Частка іспаномовних становила 1,8 % від усіх жителів.
За віковим діапазоном населення розподілялося таким чином: 26,5 % — особи молодші 18 років, 56,9 % — особи у віці 18—64 років, 16,6 % — особи у віці 65 років та старші. Медіана віку мешканця становила 42,6 року. На 100 осіб жіночої статі у місті припадало 100,5 чоловіків;  на 100 жінок у віці від 18 років та старших — 95,8 чоловіків також старших 18 років.
Середній дохід на одне домашнє господарство  становив 52 705 доларів США (медіана — 49 000), а середній дохід на одну сім'ю — 64 563 долари (медіана — 65 278). За межею бідності перебувало 7,1 % осіб, у тому числі 2,5 % дітей у віці до 18 років та 14,3 % осіб у віці 65 років та старших.
Цивільне працевлаштоване населення становило 220 осіб. Основні галузі зайнятості: освіта, охорона здоров'я та соціальна допомога — 31,8 %, виробництво — 25,9 %, роздрібна торгівля — 10,0 %, транспорт — 6,4 %.